# Herb gminy Białobrzegi (województwo podkarpackie)
Herb gminy Białobrzegi – symbol gminy Białobrzegi, autorstwa Józefa Rzepki, ustanowiony w 1996.

## Wygląd i symbolika
Herb przedstawia na tarczy w polu dwudzielnym lewo skośnie, grubą linią - kłos zboża, górne pole tarczy w kolorze żółtym symbolizuje lewobrzeżną część gminy, gdzie przeważają gleby piaszczyste, poniżej niebieski pas to wstęga rzeki Wisłok, która rozdziela gminę na prawą i lewą stronę, dolne pole tarczy w kolorze zielonym symbolizuje prawobrzeżną część gminy, gdzie przeważają gleby o lepszej klasie gruntów. Ośmioziarnisty kłos zboża przedstawia liczbę sołectw w gminie: trzy ziarna (białe) to trzy sołectwa po lewej stronie Wisłoka - kolor biały ziaren z uwagi na bielejące latem łany żyta i owsa; pięć (żółtych) ziaren w kłosie to pięć sołectw po prawej stronie Wisłoka - kolor żółty informuje, że na tym terenie w uprawie przeważają pszenice.